# Tirà becplaner olivaci
El tirà becplaner olivaci (Rhynchocyclus olivaceus) és un ocell de la família dels tirànids (Tyrannidae).

## Hàbitat i distribució
Habita boscos, clars, pantans i boscos oberts, localment a les terres baixes des del centre i est de Panamà, nord i est de Colòmbia, Veneçuela i Guaiana, cap al sud, a través de l'est del Perú fins al centre de Bolívia i Amazònia, nord i est del Brasil.

## Taxonomia
Alguns autors consideren l'existència de dues espècies:
- tirà becplaner olivaci occidental[1] (Rhynchocyclus aequinoctialis, Sclater, PL, 1858). Que habita des de Panamà fins al nord i centre de Colòmbia, nord de Veneçuela i nord de Bolívia.
- tirà becplaner olivaci oriental[2] (Rhynchocyclus olivaceus, sensu stricto). Des de Veneçuela meridional fins les Guaianes. També a l'est de Brasil.